# Primera División 1992 (Cile)
L'edizione 1992 della Primera División è stata l'61ª edizione del massimo torneo calcistico cileno. Il campionato fu vinto dal Cobreloa per la 5ª volta nella sua storia.

## Formula
La Federazione cilena scelse di semplificare la formula del campionato rispetto all'anno precedente e optò per un girone unico all'italiana. La Liguilla Pre-Libertadores è una fase di play-off che serve a determinare la 2ª squadra cilena classificata alla Copa Libertadores.

## Classifica
| Pos. | Squadra              | G  | V  | N  | S  | GF | GS | DR  | P  |
| ---- | -------------------- | -- | -- | -- | -- | -- | -- | --- | -- |
| 1    | Cobreloa             | 30 | 17 | 10 | 3  | 56 | 31 | 25  | 44 |
| 2    | Colo-Colo            | 30 | 18 | 6  | 6  | 68 | 36 | 32  | 42 |
| 3    | Universidad Católica | 30 | 16 | 9  | 5  | 67 | 29 | 38  | 41 |
| 4    | Universidad de Chile | 30 | 12 | 10 | 8  | 38 | 29 | 9   | 34 |
| 5    | Unión Española       | 30 | 14 | 4  | 12 | 50 | 46 | 4   | 32 |
| 6    | O'Higgins            | 30 | 11 | 7  | 12 | 45 | 43 | 2   | 29 |
| 7    | Deportes Antofagasta | 30 | 10 | 9  | 11 | 34 | 35 | -1  | 29 |
| 8    | Deportes Temuco      | 30 | 8  | 12 | 10 | 35 | 40 | -5  | 28 |
| 9    | Deportes La Serena   | 30 | 9  | 9  | 12 | 30 | 35 | -5  | 27 |
| 10   | Coquimbo Unido       | 30 | 9  | 9  | 12 | 41 | 53 | -12 | 27 |
| 11   | Deportes Concepción  | 30 | 9  | 9  | 12 | 35 | 47 | -12 | 27 |
| 12   | Palestino            | 30 | 10 | 7  | 13 | 44 | 61 | -17 | 27 |
| 13   | Everton              | 30 | 9  | 8  | 13 | 43 | 47 | -4  | 26 |
| 14   | Cobresal             | 30 | 9  | 7  | 14 | 35 | 46 | -11 | 25 |
| 15   | Fernández Vial       | 30 | 5  | 14 | 11 | 29 | 39 | -10 | 24 |
| 16   | Huachipato           | 30 | 6  | 6  | 18 | 34 | 67 | -33 | 18 |

|  | Campione. Qualificata alla Coppa Libertadores 1993 |
|  | Qualificata per la Liguilla Pre-Libertadores       |
|  | Qualificata per la Liguilla de Promoción           |
|  | Retrocessa in Primera B                            |

## Pre-Liguilla Libertadores

### Fase a eliminazione diretta
| Squadra locale       | Squadra ospite       | Ida | Indietro | globale |
| -------------------- | -------------------- | --- | -------- | ------- |
| Deportes Antofagasta | Colo-Colo            | 0-3 | 1-1      | 1-4     |
| Unión Española       | Universidad de Chile | 0-1 | 4-1      | 4-2     |
| O'Higgins            | Universidad Católica | 3-6 | 1-0      | 4-6     |

Universidad de Chile classifica il Pre-Libertadores Liguilla come il migliore perdente a causa della loro posizione nella tabella.

## Liguilla Pre-Libertadores
| Pos | Equipo               | PJ | PG | PE | PP | GF | GC | Dif | Pts |
| --- | -------------------- | -- | -- | -- | -- | -- | -- | --- | --- |
| 1   | Universidad de Chile | 3  | 1  | 1  | 1  | 3  | 2  | 1   | 3   |
| 2   | Universidad Católica | 3  | 1  | 1  | 1  | 5  | 5  | 0   | 3   |
| 3   | Colo-Colo            | 3  | 1  | 1  | 1  | 4  | 4  | 0   | 3   |
| 4   | Unión Española       | 3  | 1  | 1  | 1  | 2  | 3  | -1  | 3   |

|  | Universidad Católica fu incoronato Campione del Liguilla Pre-Libertadores 1992, dopo aver sconfitto Universidad de Chile nel Partito di Desempate, altrimenti classificato alla Coppa Libertadores 1993 come "Chile 2". |

## Liguilla de Promoción
Le 4 squadre che hanno partecipato a quel campionato hanno dovuto giocare in un unico locale, in questo caso in Viña del Mar e contestati in un formato di tutti contro tutti in 3 date. I due vincitori giocheranno nel 1993, mentre i 2 perdenti giocheranno nella seconda divisione del Cile, per lo stesso anno menzionato.
| Pos | Equipo             | PJ | PG | PE | PP | GF | GC | Dif | Pts |
| --- | ------------------ | -- | -- | -- | -- | -- | -- | --- | --- |
| 1   | Everton            | 3  | 3  | 0  | 0  | 8  | 2  | 6   | 6   |
| 2   | Deportes Melipilla | 3  | 1  | 1  | 1  | 4  | 4  | 0   | 3   |
| 3   | Cobresal           | 3  | 0  | 2  | 1  | 2  | 5  | -3  | 2   |
| 4   | Regional Atacama   | 3  | 0  | 1  | 2  | 1  | 4  | -3  | 1   |

|  | Giocheranno in Primera División 1993 |
|  | Giocheranno in Seconda División 1993 |

## Verdetti
- Cobreloa campione del Cile
- Cobreloa e Universidad Católica qualificate alla Coppa Libertadores 1993.
- Cobresal, Arturo Fernández Vial e Huachipato retrocesse in Primera B.